# Kamoharaia megastoma
Kamoharaia megastoma – gatunek morskiej ryby flądrokształtnej z rodziny skarpiowatych.

## Taksonomia
Gatunek opisał w 1936 roku Toshiji Kamohara pod nazwą Chascanopsetta megastoma.

## Występowanie
Wody Zachodniego Pacyfiku, u wybrzeży południowej Japonii, Tajwanu, Archipelagu Malajskiego, na głębokości około 800 m p.p.m. 

## Charakterystyka
Osiąga długość ciała do 22,5 cm. Jej ciało jest wydłużone. Zęby ułożone w jednym rzędzie, 3 lub 4 pary w górnej szczęce oraz 3 pary w dolnej. 
Żyje w pobliżu piaszczystego lub mulistego dna. Osiąga do 22,5 cm długości. Nie ma znaczenia gospodarczego.